# Kabanica (novela)
Kabanica (ruski: Шине́ль) je pripovijetka Nikolaja Vasiljeviča Gogolja objavljena 1842. godine i spada u najznačajnija djela ranog ruskog realizma. Njezinoj velikoj popularnosti pripomogao je Dostojevski svojim citatom “Svi smo mi izašli iz Gogoljeve ‘Kabanice’”.

## Tematika
Život nižeg činovnika, Akakija Akakijeviča i njegovi događaji s kabanicom (kaputom). Događaji su, kako navodi autor, istiniti.

## Fabula i kompozicija
Kompozicija se odvija kronološki, a pripovijetka spada u nefabularnu prozu, odnosno prozu u kojoj nema puno događanja i u kojoj fabula nije na prvom mjestu. “Kabanica” započinje uvodom u kojima se opisuje Akakijev lik i život, a zatim dobivanjem nove kabanice radnja se zapliće i kulminira krađom iste. Smrću glavnoga lika pripovijetka se raspliće i završava epilogom (dodatkom), koji za razliku od prethodnih dijelova pripovijetke dobiva fantastičnu dimenziju u kojoj se pojavljuje duh protagonista u obliku Akakijeva mrtva tijela.

## Uloga fantastičnog završetka
Pomoću Akakijevog duha vrši se osveta, pravda biva zadovoljena, a za Akakija život počinje tek nakon smrti. Gogolj fantastičnim završetkom želi čitatelju približiti činjenicu da se ustaljeni društveni poredak može popraviti jedino djelovanjem nadnaravnog (duh Akakija Akakijeviča).

## Likovi

### Glavni lik
Glavni lik Gogoljeve Kabanice je titularni savjetnik Akakij Akakijevič Bašmačkin.

### Vanjski opis
Akakij je u "Kabanici" vrlo detaljiziran. Autor ga opisuje kao neupadljivog, riđokosog, nižeg čovjeka s kozičavim licem i pređenom pedesetom godinom.

### Ime i prezime
Ime je dobio po ocu jer se obitelj nije slagala s kalendarskim imenima kako je bio običaj. Prezime Bašmačkin (cipela, čizma, opanak) pomalo je besmisleno i odgovara karakteru protagonista.

### Zanimanje
Akakij je radio na najnižem položaju u društvu, a bio je niži činovnik, točnije titularni savjetnik koji je prepisivao nejasne tekstove, a radio je u nekom odjelu.

### Odnos s okolinom
Na poslu je bio šutljiv i bio predmetom ismijavanja (primjerice, njegovu su staru kabanicu nazivali haljetkom). Većinom se na to nije obazirao, iako je znao zamoliti kolege da ga puste na miru kad su mu znali smetati pri obavljanju posla. Nadređeni su prema njemu hladni, ne obaziru se i naređuju mu bez molbi. Nezainteresiran je za okolinu, ne izlazi i ne druži se, a njegov je lik pasivan.

### Odnos prema radu
Akakij vrši svoje obaveze s velikim žarom, moglo bi se reći da je zaljubljen u svoj posao. Radi i izvan radnoga vremena, a navečer razmišlja o tome koji će tekst sutra dobiti. Radoholičar koji voli slova (oblikuje slova ustima dok ih prepisuje). Odbija unaprijeđenja na poslu bez obzira na nisku plaću.

### Socijalna karakterizacija

#### Privatni život
Akakij živi kao podstanar. Siromašan je i posve podređen poslu. Za gazdaricu se pričalo da ga tuče. Skromno jede, a štedi i na sasvim banalnim stvarima (svijeće, potplate na cipelama i slično.) Nakon smrti iznosi se činjenica da nije imao nikakve imovine.

#### Posao
Na poslu je Akakij bio zatvoren i povučen. Ne zna se u kojem odjelu radi kako ne bi ispalo da pisac piše protiv tog odjela putem pripovijetke (cenzura).

#### Izražavanje
Kako piše Gogolj, Akakijev nesiguran i neelokventan karakter očitovao se i u govoru. Često je koristio prijedloge, priloge, čestice (“Ovaj…”) i nedovršene rečenice.

### Karakterizacija
Akakij je bio običan čovjek sa svojim manama i vrlinama. Iako je s jedne strane bio marljiv, uredan i pedantan, uporan, predan poslu i visokotolerantan na zadirkivanje, a k tome je bio i vrlo štedljiv, s druge je strane je bio asocijalan, povučen i sramežljiv, te nezainteresiran za okolinu.

### Razvojna linija lika
- Shvativši da će morati sašiti novu kabanicu, osjeća se nelagodno jer ne zna kako će je platiti. Počinje štedjeti na razne, pomalo duhovite načine (upotreba groteske kao stilskog izražajnog sredstva- pojava se pokazuje u duhovito-nakaznom obliku- "tragi-komedija"), primjerice ne pije čaj navečer, štedi na svijećama, hoda na prstima da se potplati ne izližu, rjeđe pere donje rublje… Život mu se značajno mijenja- on dobiva cilj u životu. Dobivši fiksnu ideju, sve misli su mu usmjerene na kabanicu.
- Dobivši novu kabanicu, Akakijev se život ponovno mijenja; sretan je zbog ostvarenog cilja, grad mu se čini ljepšim, ljenčari nakon posla, a svijet gleda drugim očima (čak i uočava žensku nogu!). Neprestano pazi na kabanicu kako mu se ne bi zaprljala.
- Nakon krađe kabanice Akakij pokazuje nove osobine: postaje uporan, željan pravde, a postaje i odlučniji. Bori se, raspituje se o kabanici, diže glas, u njemu čak postoji doza ljutnje, bijesa i agresije. Prvi put u životu izostaje s posla, a čak se usudi i lagati. (“Dolazim u ime državne službe!”)
- Opisujući Akakijevu smrt, Gogolj kritizira bešćutnost i otuđenost, klasne razlike društva, lik liječnika, a osobito nemarno društvo prema pojedincu.

### Uloga visoke ličnosti (generala)
Pomoću lika generala Gogolj uspijeva kritizirati ljude na visokim položajima koji postaju arogantni i mijenjaju se dokopavši se moći.

## Dominantna stilska izražajna sredstva
Gogolj u svojoj pripovijetci ponajviše koristi humor, ironiju, grotesku i fantastiku.